# Шаряково
Шаряково (баш. Шәрәк) — деревня в Салаватском районе Республики Башкортостан Российской Федерации. Входит в состав Лагеревского сельсовета.

## География

### Географическое положение
Находится на левом берегу реки Ай.
Расстояние до:
- районного центра (Малояз): 25 км,
- центра сельсовета (Лагерево): 4 км,
- ближайшей ж/д станции (Мурсалимкино): 32 км.

## Население
| 2002 | 2009 | 2010 |
| ---- | ---- | ---- |
| 167  | ↘165 | ↗170 |

Национальный состав
Согласно переписи 2002 года, преобладающая национальность — башкиры (96 %).